# Huberodendron
Huberodendron  es un género de plantas con flores que incluye cinco especies pertenecientes a la familia Malvaceae. Es originario de Sudamérica. Fue descrito por Adolpho Ducke  y publicado en Arquivos do Instituto de Biologia Vegetal 2: 59, en el año 1935.

## Especies
- Huberodendron allenii
- Huberodendron ingens
- Huberodendron patinoi
- Huberodendron styraciflorum
- Huberodendron swietenioides